# Les Trois Couronnes du matelot
Les trois couronnes du matelot és una pel·lícula fabulista francesa de 1983 amb tics surrealistes i onírics escrita i dirigida pel director xilè Raúl Ruiz.

## Argument
La pel·lícula s'obre en blanc i negre amb l'assassinat sense motiu d'un professor per part del seu estudiant a Varsòvia el 1958. L'estudiant camina pels carrers devastats per la guerra i coneix un mariner que li ofereix travessar el país amb una feina a bord d'un vaixell. Entren a una sala de ball per fer un vi i sopar mentre negocien el tracte; l'estudiant accepta escoltar la història de la vida del mariner com a part del pagament i després donar-li tres corones daneses.
El mariner explica la seva història –representada en color– però és interromput en diverses ocasions per l'alumne que o bé qüestiona la seva lògica o es queixa d'haver escoltat aquesta història una vegada i una altra. La història comença a Valparaíso on, a la recerca de feina, el mariner li explica un possible lloc a bord d'un vaixell anomenat Funchalense per un estafador local conegut com "el cec", a qui més tard troba apunyalat i moribund. El mariner s'acomiada amb això i aconsegueix l'atracada abans d'acomiadar-se amb afecte de la seva mare i de la seva germana. A continuació, descriu els seus nous companys de tripulació, els cossos dels quals estan tatuats amb lletres solitàries de l'alfabet. Mengen (tot i que la sal està prohibida a bord) i mai defequen, suant cucs. Un es llança per la borda, però l'endemà torna a la coberta, dient que va ser "L'altre" qui va saltar al mar. En una altra ocasió, el mateix mariner queda atrapat dins del cos de "L'altre", i mentre passeja per la barca desconcertat, es troba amb múltiples visions d'ell mateix des d'aquesta perspectiva alternativa.
La història continua desenvolupant-se a través de les experiències del mariner mentre el Funchalense navega de port en port. A Buenaventura fa amistat i es converteix en el benefactor d'una tímida prostituta lectora de Corín Tellado, mastegadora de xiclet i col·leccionista de nines anomenada María, a qui altres han anomenat "La Verge Maria". A Singapur, el procònsol francès li presenta un nen petit que en realitat és un venerable metge i el mariner adopta el nen com a fill. Aleshores, el mariner és testimoni de l'enfonsament del seu vaixell, que ressorgeix miraculosament. Troba una mare de substitució que és una polissó a bord i després dos germans criminals a Tànger. Quan torna a Valparaíso, descobreix que la seva mare i la seva germana han desaparegut, es troba amb un venedor ambulant portuguès excèntric, i després cau amb la luxúria amb la ballarina de mambo Matilde, una femme fatale la boca de la qual és el seu únic orifici. A Tampico el mariner coneix un noi erudit que ha viscut tota la vida del mariner a través de la literatura. Finalment, el mariner coneix a Dakar un savi, una figura paterna que inexplicablement li demana tres corones daneses.
Un motiu comú a tots els contes del mariner és que s'ha de demanar diners prestats per progressar. Abans de poder viure una vida feliç com a propietari d'un bar amb els seus diferents membres de la seva família adoptiva, ha de pagar tots els deutes en què va incórrer durant la seva estada al vaixell. Guanya la majoria dels diners que havia manllevat jugant amb el capità del vaixell, amb l'excepció de les tres corones daneses.
El mariner i l'estudiant surten borratxos de la sala de ball, recullen les tres corones de la casa del professor assassinat i caminen cap al port. Acabada la història del mariner i les tres corones pagades, l'estudiant demana baixar del vaixell. Quan el mariner es riu d'ell i diu que l'estudiant encara no s'ho ha guanyat, l'estudiant enfurismat mata el mariner. El mariner reapareix immediatament al vaixell com un fantasma i l'estudiant entén el veritable preu de la feina. La pel·lícula conclou que sempre hi ha d'haver un mariner viu assassí entre un vaixell d'homes morts. El Funchalense navega cap a mar obert.

## Repartiment
- Jean-Bernard Guillard com el mariner
- Philippe Deplanche com Tadeusz Krasinski, l'estudiant
- Jean Badin com el primer oficial
- Nadège Clair com María, la prostituta
- Lisa Lyon com a Matilde, la ballarina
- Claude Derepp com el capità del vaixell
- Franck Oger com el cec
- Diogo Dória com el promès de la germana del mariner

## Estil i temes
Les Trois Couronnes du matelot utilitza diversos filtres per implicar diferents estats cinematogràfics. La conversa que emmarca el viatge del mariner es denota principalment per un filtre en blanc i negre que recorda el cinema negre, mentre que la història en si es desenvolupa en colors rics. El director de fotografia Sacha Vierny també utilitza una varietat de tècniques cinematogràfiques que van des de diòptria de focus dividit, dolly zooms, angle holandès i una posada en escena de Milton Caniff. Diversos plans criden l'atenció sobre els elements del fons o sotmeten els temes essencials centrant-se en els detalls i els objectes en primer pla. Aquestes diverses tècniques d'enquadrament sovint il·lustren una de les "sis funcions del pla" a les quals es fa referència a la posterior meditació cinematogràfica de Ruiz, Poetics of Cinema.
L'estil cinematogràfic de la pel·lícula evoca les meditacions de Ruiz sobre la "situació-imatge" i el mètode de propagació del pensament a través d'esquemes audiovisuals més que a través de les trames transparents prescrites per la "teoria central del conflicte". El variat estil de rodatge de Ruiz il·lustra el mètode evocador alternatiu esmentat a Poetics of Cinema:
| « | "En tots aquests projectes busco passar d'un món a un altre, utilitzant una tècnica descrita a la Venècia barroca, 'Il Ponte', una manera de produir agents anamòrfics per jugar amb els quatre nivells de la retòrica medieval: literal, al·legòric, ètic i anagògic... Excepte que en comptes de llegir els quatre nivells alhora, l'objectiu és saltar constantment d'un nivell a un altre. El salt és l'element de sorpresa que no sols procura una il·luminació sobtada, però també tot el plaer. Imagineu un esquiador d'eslàlom impulsat amb cada volta no només en una altra direcció, sinó cap a un vessant completament diferent. D'aquesta manera aconsegueix recórrer quatre trajectes diferents alhora, encara que la qüestió està no en els viatges en si, sinó en la bellesa del seu salt d'un món a l'altre." | » |

Així, alguns entenen aquests marcs distintius com "salts" entre els quatre nivells de retòrica, que simultàniament recorden a l'audiència elements fílmics diegètics vitals i simbòlics i anima l'audiència a establir les connexions interpretatives crítiques que generen aquestes llacunes cognitives. Un terme per a aquest mode de producció és "polisèmia visual."
Les Trois Couronnes expressa els sentiments de Ruiz per aclimatar-se a la vida a París després d'abandonar Xile a l'exili. La dualitat de vius i morts representada al Funchalense, un vaixell fantasma amb olor dels mites de Caleuche i L'holandès errant (el darrera insinuat pel compositor els elements del pastitx wagnerià de Jorge Arriagada), és representant de la diàspora després del cop d'estat militar de 1973 bruscament va posar fi a l'intent democràtic del president Salvador Allende d'integrar el socialisme a la cultura política xilena. El mariner abandona la seva ciutat natal de Valparaíso per viatjar pel món amb una tripulació de mariners morts. Tots els tripulants del Funchalense no poden tornar a casa seva i, per tant, en comptes de tenir una nacionalitat, pertanyen al vaixell. Aquesta és una representació simbòlica d'haver de deixar enrere la teva nacionalitat en una terra estrangera. Bérénice Reynaud també ha assenyalat les obres literàries i cinematogràfiques de les quals Ruiz es basa a la pel·lícula: de The Rime of the Ancient Mariner (1798) de Samuel Taylor Coleridge, Die Nacht von Lissabon (1962) d’Erich Maria Remarque i els escrits de Hans Christian Andersen, Robert Louis Stevenson, Selma Lagerlöf, Karen Blixen, Jorge Luis Borges i Julio Cortázar a les pel·lícules d’Orson Welles La dama de Xangai (1947), Mr. Arkadin (1955) i Une histoire immortelle (1968).

## Recepció
Tot i que Les Trois Couronnes s'ha convertit en una de les obres més conegudes de Ruiz i és considerada com una de les seves pel·lícules més accessibles, quan es va projectar al Festival de Cinema de Canes va tenir un alt índex d'abandonament, ja que va ser vists com "deliberadament insinopsitzable", segons la crítica Janet Maslin. Malgrat això, va tenir una bona acollida per un treball fet per televisió, guanyant el premi al director de Perspectives du Cinéma Français al Festival. Ruiz va afirmar més tard que era la seva pel·lícula menys preferida de les seves pròpies pel·lícules, degut al fet que s'havia adherit a un guió convencional a l'hora de fer-lo, en lloc de crear escenes que simplement "volien existir". No obstant això, va tornar al tema dels misteriosos mariners obsessionats per la narració molts anys més tard a Litoral (2008).